# مقاطعة بلاكيماينز (لويزيانا)
مقاطعة بلاكيماينز (بالإنجليزية: Plaquemines Parish, Louisiana)‏ هي إحدى مقاطعات ولاية لويزيانا في الولايات المتحدة. تأسست سنة 1807، وتبلغ مساحتها 6290 كم2، بلغ عدد سكانها 23042 نسمة في عام 2010 حسب إحصاء مكتب تعداد الولايات المتحدة وتصل الكثافة السكانية فيها 12 نسمة/كم2.

## أعلام
- جيم روبنسون
- ليندر بيريز
- ثيودور ستارك ويلكينسون
- جوزيف بيدل ويلكينسون جونيور

## وصلات خارجية
- www.plaqueminesparish.com/
- United States Counties